# Иногородние
Иногородние, иногородцы — переселенцы, представители некоренного населения (в том числе казачьих земель), так казаки Подонья и Кубани называли всех пришлых поселенцев из Центральной России и Украины, подразумевая под этим людей «иного роду», не казачьего, из «иных (неказачьих) городков», не местных, не знакомых с местными казачьими обычаями и правилами. Так, например, на Кавказе иногородними не считалось местное кавказское население.
Именно в таком значения понимали слово и русские акты. Например, в указе 1680 года о разборе людей, записавшихся в казачьи сотни г. Красноярска, говорится: «которые верстаны в службу из иногородних служилых людей» — все должны быть «от службы отставлены», а «в их место верстать казачьих детей, братьев и племянников родных».
В частности, на Дону иногородние стали появляться только в том же семнадцатом веке.
Основных причин притока на казачьи земли иногороднего населения было несколько.
В частности, после принятия в Русском царстве Соборного уложения 1649 года и полного закрепощения крестьян значительно возрос приток нового населения в казачьи области, за счет беглых крестьян из внутренних уездов России. Однако, это иногда вызывало обострение социальной обстановки в самих казачьих областях.
Так, вновь пришедший на Дон, не сразу признавался в качестве казака. Он, в отличие от многих «старых» казаков, не имел корней в крае, не располагал имуществом, назывался сперва иногородним и не имел никаких казачьих прав. До вступления в казачье сословие иногородние как бы были лишены права гражданства. Их любой мог «бить и грабить», не опасаясь при этом никакого наказания в войске.
Другой важной причиной притока населения в казачьи земли была церковная реформа патриарха Никона. Это вызвало приток значительного числа старообрядцев из Русского царства, но после поражения атамана Булавина царские карательные отряды их всех изъяли и отправили назад в Россию, прихватив и многих казаков-старожилов. После этого на Дону долгое время иногородних не было.
В 1775 году Екатерина II признала права русского дворянства и за классом донских старшин. Новые дворяне получили поместья и для обработки земли начали свозить крестьян, купленных «на вывод» в соседних губерниях. Одновременно с этим, в станицах и в крепостных посадах стало появляться все больше русских и украинских торговцев, ремесленников арендаторов свободных казачьих земель и постоянных или временных рабочих. С этого времени на Дон и Кубань стали приходить массы казаков-черкасов, недавних граждан разрушенной Сечевой республики. Но они иногородними не считались. Поскольку прибывшим с Украины было близко земледелие, станицы принимали их в качестве свободных землепашцев, иногда приписывали к своим общинам. В 1795 году 912 семейств таких черкасов зачислены по приказу свыше в задонские станицы Махинскую, Кагальницкую, Мечетенскую и Егорлыцкую. Они растворились без следа в основном казачьем населении.
Начиная с царствования Александра II, власти, «решив более тесно приобщить казачьи земли к России, всячески поощряли переселение в казачьи края переселенцев из России или Украины и облегчали им покупку в собственность казачьих земель». Закон 29 апреля 1868 года дал русским подданным-неказакам право приобретать существующие на войсковых станичных и городских землях дома и всякого рода строения на общем основании, не испрашивая согласия ни войскового начальства, ни городского, ни станичного. Но земли должны были остаться казачьей собственностью (собственностью войска, станиц). А приобретенное недвижимости имущество считалось находившимся лишь в постоянном пользовании приобретателя за ежегодную посаженную плату.
В XIX—XX вв. часто вновь прибывшие были просто временными рабочими, приходившими для заработков, которые, заработав, возвращались в Россию. Но многие оставались на казачьих землях, достигнув здесь определённого материального достатка. В результате иногородние стали множиться непропорционально жителям-казакам. Они умножались новоприходцами и их семьи давали больший ежегодный прирост, чем семьи казачьи. Благодаря специальным льготам в их руки скоро перешли офицерские участки и большинство частновладельческих поместий. В итоге, к 1917 году на казачьих землях почти повсюду оказалось больше иногородних, чем казаков.
Взаимоотношения казаков и иногородних никогда не были особенно хорошими. Вынужденные нести обязательную военную службу, казаки видели в иногородних представителей торгового и ростовщического капитала, приписывали им и их деятельности разрушение старого уклада жизни и своё разорение. Казачья войсковая администрация (как и казачья масса) не могла никогда отказаться от воззрения на иногородних как на чужеродный элемент, вросший в чужое тело казачьего народа. В свою очередь, иногородние, обжившись на новом месте, косо смотрели на особые права хозяев края, казаков.
Иногородние делились на коренных и пришлых. К первым причислялись все те, которые имели оседлость на казачьей земле, в станицах, городах и селах, на протяжении двух поколений и дольше. Остальные считались временными жителями. Конституции Дона и Кубани предоставляли первым не только полные гражданские права, но и беспрепятственную возможность натурализоваться в казачьей среде. Однако лишь немногие воспользовались этим правом.
По другим данным, иногородние должны были хранить паспорта тех губерний, откуда прибыли они сами или их предки.
После октября 1917 иногородние в своей массе стали на сторону новой власти, надеясь получить казацкие земли. Поэтому Гражданская война на Дону и на Кубани шла не между казаками и большевиками, которых в сельской местности практически не было, а между казаками и иногородними
Подобный антагонизм во многом помогли советской власти в расказачивании. Многие иногородние встали на её сторону. В частности, иногородними были С. М. Будённый и В. И. Чапаев.